# HMS Theseus (R64)
La HMS Theseus (Pennant number R64), terza nave da guerra della Royal Navy britannica a portare questo nome, è stata una portaerei classe Colossus. Impostata dalla Fairfield Shipbuilding and Engineering Company a Govan, in Scozia, nel 1943, venne varata il 6 luglio 1944 ed entrò in servizio il 9 febbraio 1946, a Seconda guerra mondiale oramai conclusa.
Venne tuttavia utilizzata in combattimento durante la Guerra di Corea e durante la Crisi di Suez, nel corso della quale ebbe luogo il primo attacco su larga scala effettuato con elicotteri, avvenuto il 6 novembre 1956, nel quale elicotteri Bristol Sycamore e Westland Whirlwind decollati dalla Ocean e dalla Theseus, sbarcarono 425 uomini del 45° Commando e più di 20 tonnellate di attrezzature a Port Said in soli 90 minuti. La Theseus rimase in servizio fino al 1962, anno della sua radiazione e successiva demolizione ad Inverkeithing.